# Bukowa Góra (Garb Tenczyński)
Bukowa Góra – zalesione wzgórze o wysokości 378 m n.p.m. terytorialnie należące do wsi Nielepice w województwie małopolskim, w powiecie krakowskim, w gminie Zabierzów (działka nr 527 i 531).
Znajduje się w Lesie Zwierzyniec na Garbie Tenczyńskim będącym częścią Wyżyny Krakowsko-Częstochowskiej w obrębie Tenczyńskiego Parku Krajobrazowego. Wzniesienie Bukowej Góry oddziela dwie orograficznie lewe odnogi Nielepickiej Doliny: Dolinę Borowca z Borowcówką od Pierunkowego Dołu. Przy północno-zachodnim zboczu Bukowej Góry znajduje się kamieniołom wapienia Nielepice w Młynce. Na wschodnim zboczu znajduje się Jaskinia przy Kamyku (Jaskinia Pańskie Kąty) z centrum edukacyjno-zabawowym Pańskie Kąty.

## Szlaki turystyczne
Szlak spacerowo – edukacyjny wokół Nielepic: Nielepice, centrum – okopy z 1944 r. – Kamieniołom wapienia Nielepice – Bukowa Góra – Jaskinia Pańskie Kąty – Pajoki – Nielepickie Skały – Nielepice. Jest to zamknięta pętla o długości około 8 km
 Krzeszowice – Niedźwiedzia Góra – Bukowa Góra – Zimny Dół – Czernichów

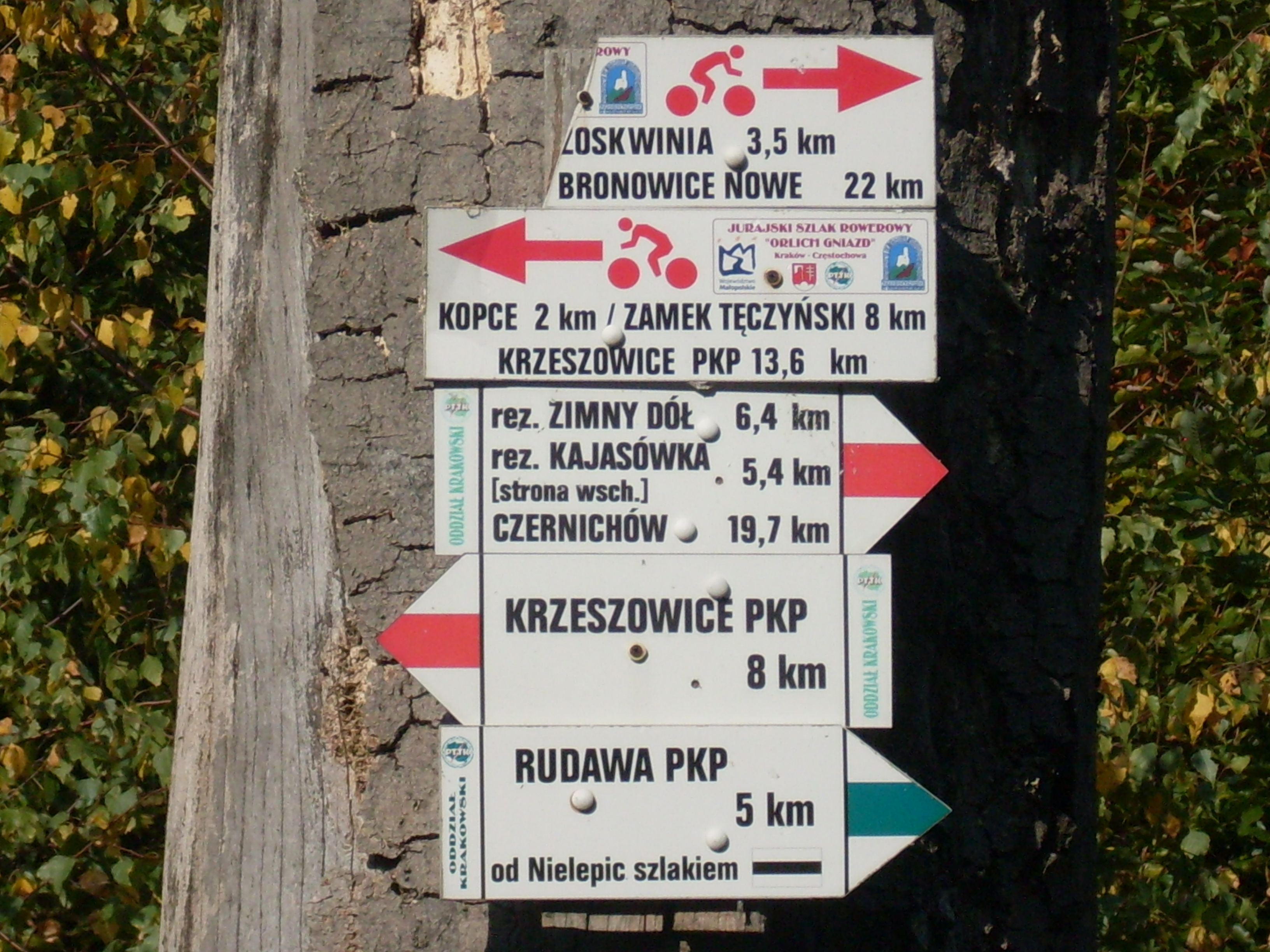
Węzeł szlaków na Bukowej Górze
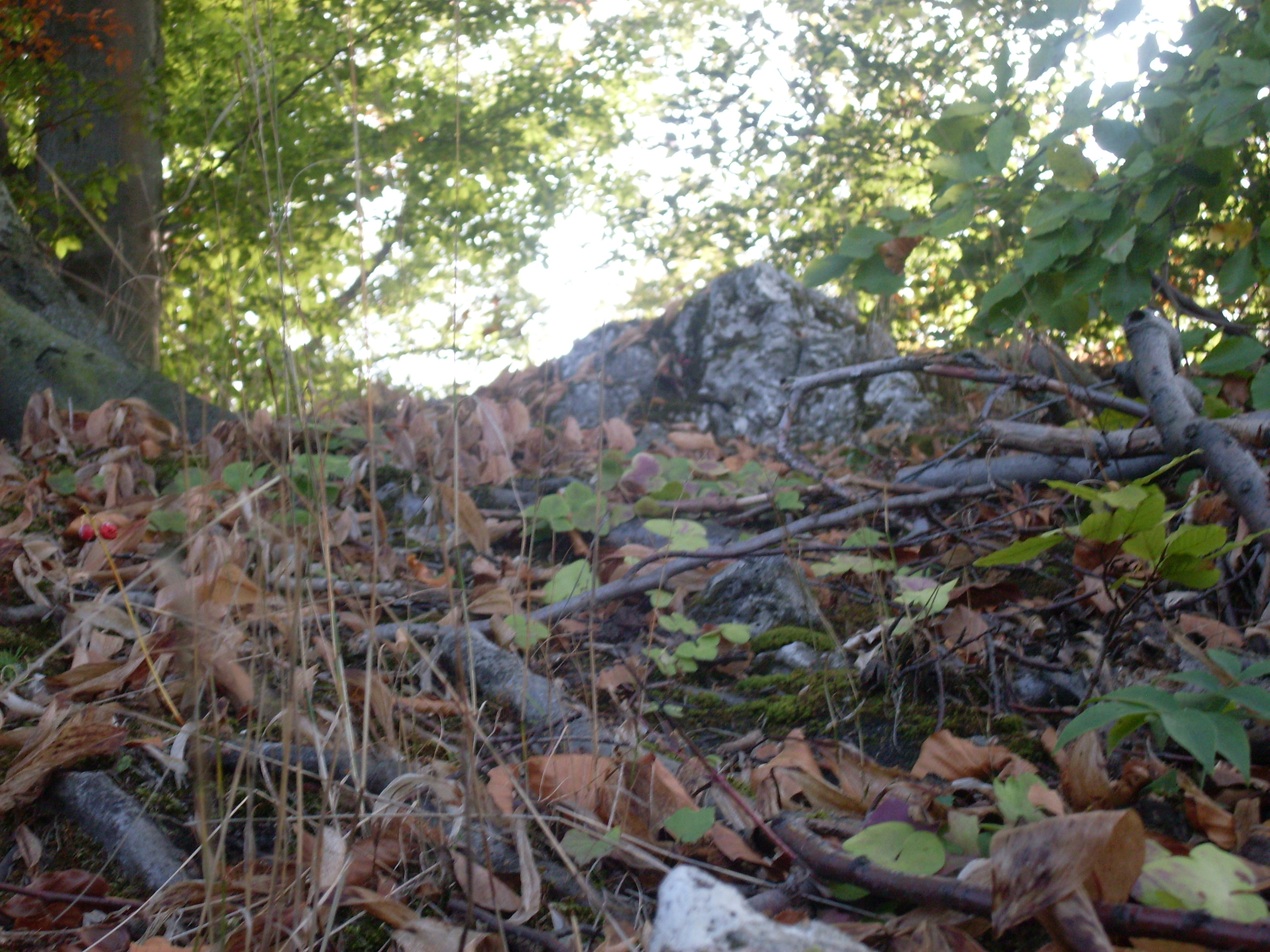
Skała na Bukowej Górze
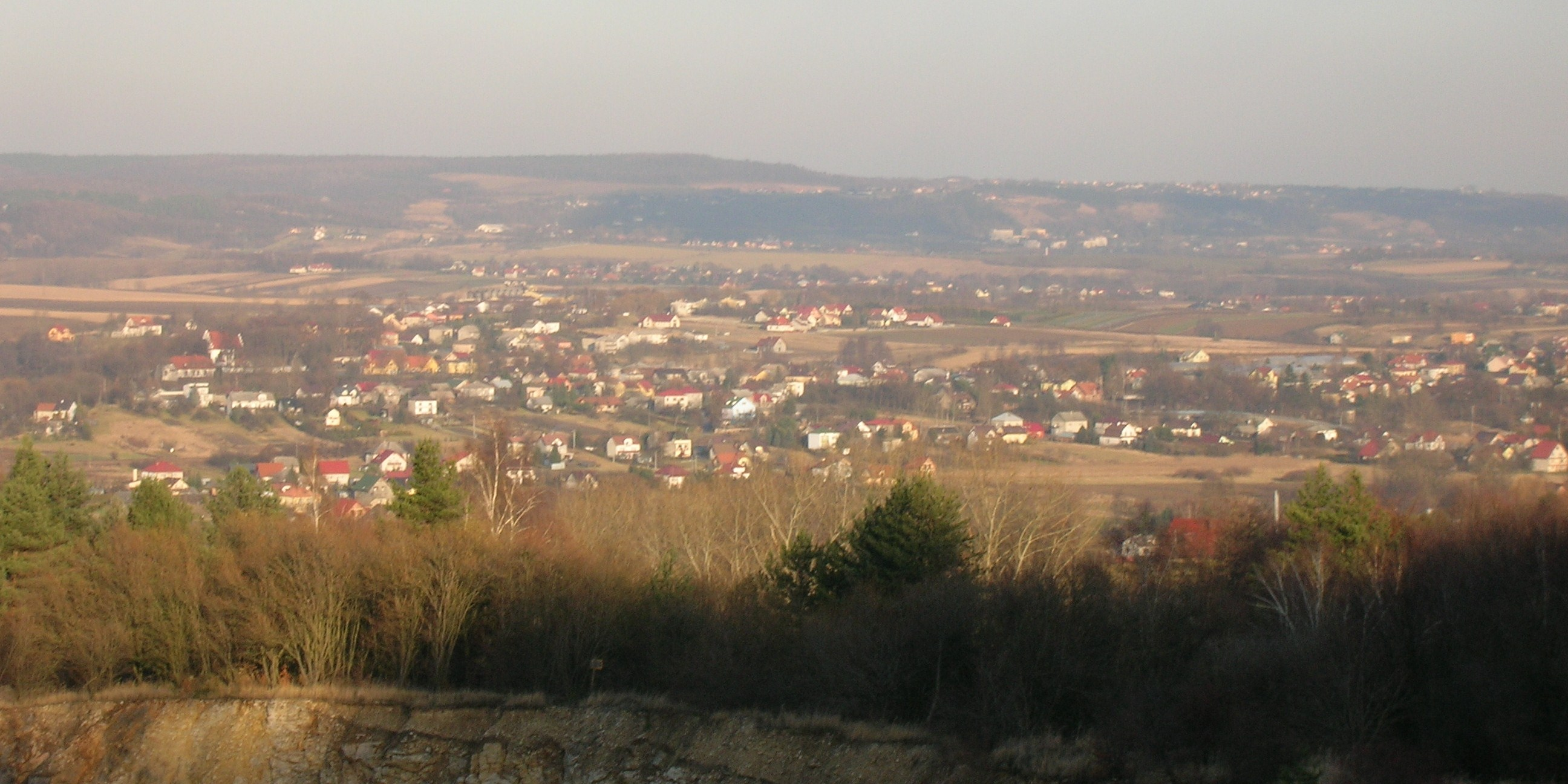
Widok na Rudawę z północnego zbocza
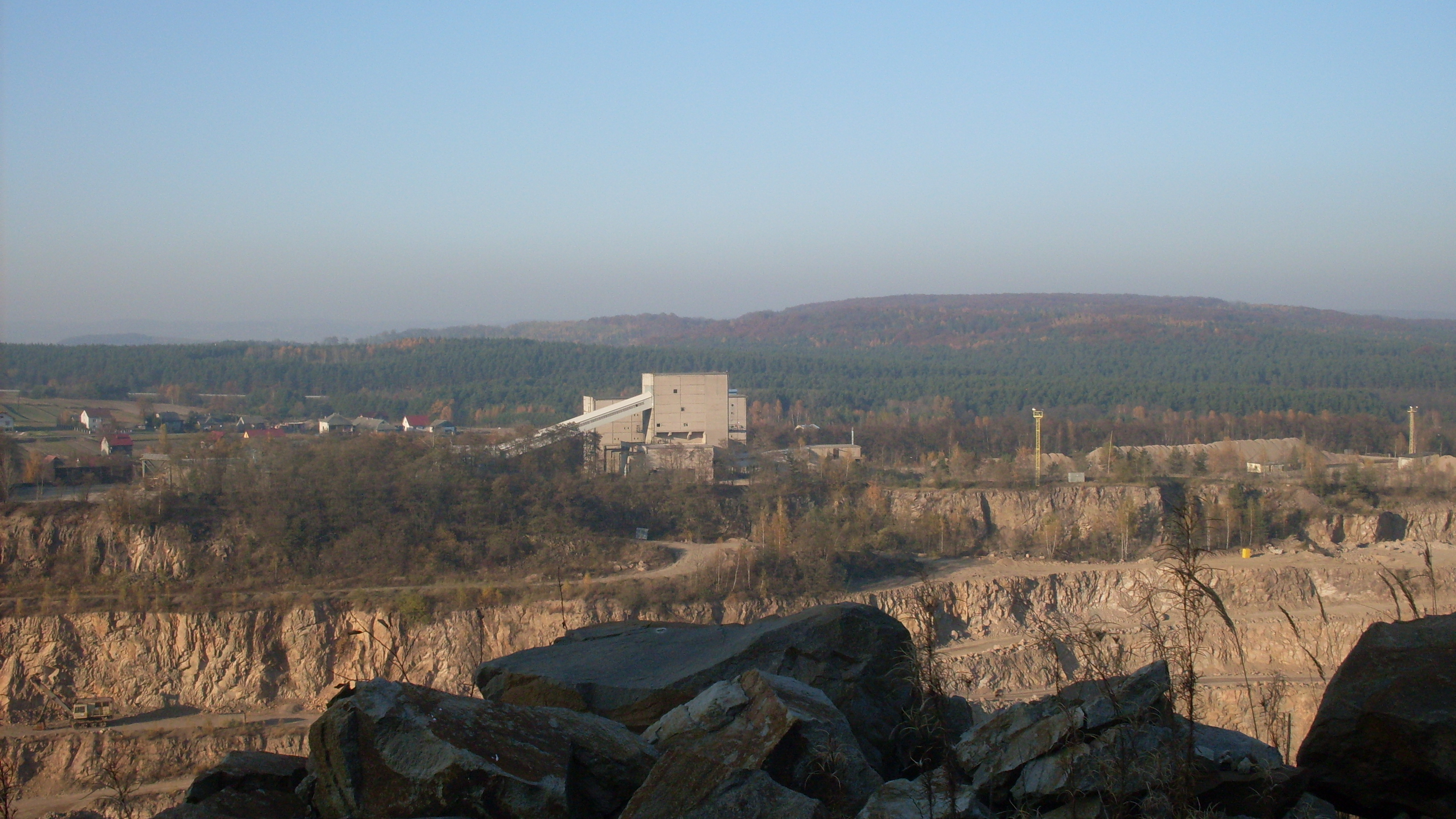
Widok od strony południowej
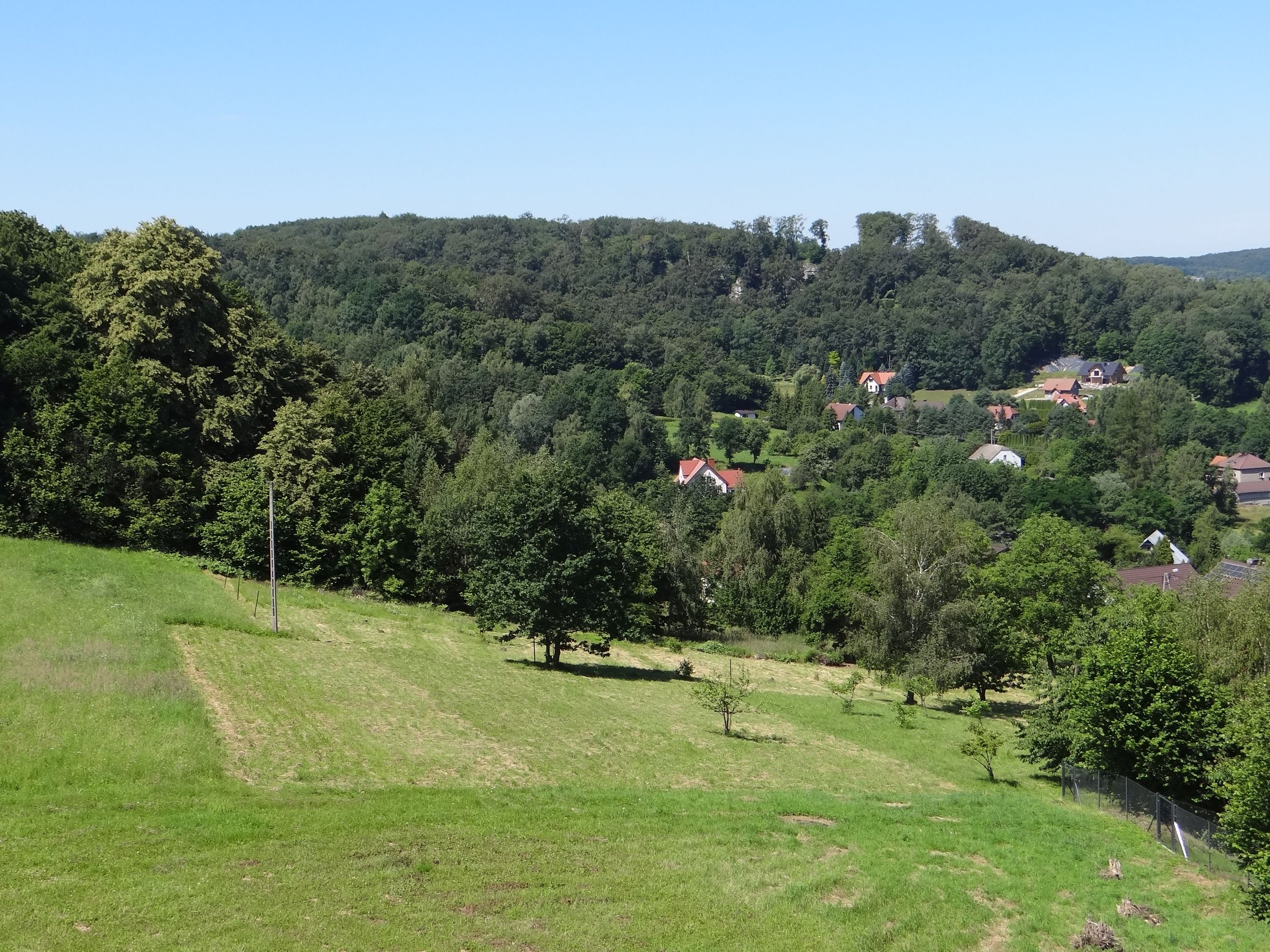
Widok na Bukową górę ze Skały z Krzyżem